# Działki Nosowskie
Działki Nosowskie – część wsi Małe Jodło w Polsce, położona w województwie świętokrzyskim, w powiecie ostrowieckim, w gminie Kunów.
W latach 1975–1998 Działki Nosowskie administracyjnie należały do województwa kieleckiego.